# Acronicta arduenna
Acronicta arduenna là một loài bướm đêm trong họ Noctuidae.